# Christian Cassius (Jurist, 1640)
Christian Cassius (* 1640 vermutlich in Lügumkloster; † 18. April 1699 auf Gut Tanderup bei Herning) war ein deutscher Beamter in schwedischen und dänischen Diensten.

## Leben und Wirken
Christian Cassius war vermutlich ein Sohn des Gottorfer Hausvogts in Lügumkloster namens Johann Cassius († 1649) und damit ein Enkel des Kanzleibeamten Andreas Cassius. Der Name seiner Mutter ist nicht dokumentiert. Am 6. Juli 1660 schrieb er sich an der Universität Helmstedt ein und studierte wahrscheinlich Philologie und Jura. Er hatte vermutlich einflussreiche Fürsprecher, die ihm schon in jungen Jahren zu renommierten Stellen verhalfen. Er arbeitete anfangs als Kommissionssekretär in schwedischen Diensten. Anfang 1668 wurde er zum Professor für Beredsamkeit und Poesie der neuen Universität Lund berufen. Im Januar 1669 hielt er seine Antrittsrede. Da die Universität einen Extraordinarius für beide Fächer hatte, wurde Cassius 1670 beurlaubt.
Cassius arbeitete daraufhin als Generalauditeur des schwedischen Heeres und in der Verwaltung des Kriegskommissariates. Zum Jahreswechsel 1676/77 trat er von seinen Ämtern zurück und versuchte anschließend erfolglos, eine Stelle als Assessor beim Hofgericht in Stockholm zu erhalten. Danach suchte er ebenso erfolglos eine Stelle beim dänischen Staat. 1678 hatte er einen Wohnsitz im dänisch besetzten Wismar. Dort sorgte er dafür, dass der Stadtkommandanten einen schwedischen Kurier aufgreifen konnte, der Briefe des Herzogs von Gottorf mit sich führte. Da Christian Albrecht von Schleswig-Holstein-Gottorf mit Schweden gegen Dänemark verbündet war, hatte Cassius sich die Möglichkeiten verbaut, in Schweden oder seiner Heimat eine neue Stelle zu finden. Stattdessen musste er auf den dänischen König hoffen.
Nach mehreren Bittschriften erhielt Cassius 1680 eine Stelle als Auditeur im Regiment des Prinzen Christian. Anfang 1682 verlor er diese Stelle wieder. Ab dem Mai desselben Jahres erhielt er zunächst unbefristete monatliche Unterhaltszahlungen. 1684 bekam er eine neue feste Stelle als Privatlehrer den Kronprinzen Friedrich bis zu dessen Mündigkeit. Welchen Anteil er selbst daran hatte, dass sich Friedrich IV. später als schlecht gebildet erwies, ist nicht bekannt.
Ab dem Juni 1690 arbeitete Cassius als 4. Landrichter (landsdommer) in Nordjütland und zog nach Viborg. Im selben Jahr wurde er zum Kanzleisekretär ernannt, 1696 zum Justizrat. 1691 kaufte er den Hof Hvolris im Kirchspiel Hersum, 1693 das Gut Tanderup bei Herning. In den letzten Lebensjahren hatte er offensichtlich große finanzielle Probleme, auch, weil er seine Gehälter nicht erhielt.
Im Jugendalter schrieb Cassius mehrere panegyrische Reden in lateinischer Sprache, die für bedeutende Mitglieder des schwedischen Hochadels bestimmt waren. Später schrieb er nur selten Gelegenheitsgedichte. Nach dem Ende seiner Zeit als Hochschullehrer in Lund entstanden keine weiteren Werke mehr.

## Familie
Am 13. April 1668 heiratete Cassius Magdalene Sibylle Ermann, die nach 1718 starb. Bei seinem Tod hatte er sechs noch lebende Töchter und den Sohn Friedrich. Dieser arbeitete nachweislich 1711 als Sekretär der Dänischen Kanzlei und von 1733 bis 1735 als Sekretär der Deutschen Kanzlei in Kopenhagen.